# Aryeh Eshel
Aryeh Eshel (hebräisch אריה אשל; geboren 16. September 1912 in Berlin; gestorben 10. Oktober 1968 in Ottawa) war ein israelischer Diplomat.

## Leben
Aryeh Eshel begann ein Studium in Berlin und emigrierte nach der Machtübergabe an die Nationalsozialisten 1934 nach Palästina, wo er als Landarbeiter in einem Kibbuz unterkam. Er schloss sich 1939 als Offizier der Haganah an. 1944 ging er im Auftrag der Jewish Agency nach Bagdad. Ab 1945 war er Sekretär von Mosche Schertok, des seinerzeitigen Leiters der Jewish Agency und späteren Außenministers und Ministerpräsidenten. 
1947 ging Eshel für die Jewish Agency nach Argentinien und wurde nach der Staatsgründung Israels dort Botschaftssekretär und Konsul. Von 1950 bis 1955 fungierte er als Leiter des Konsulats in Wien und wurde dann als Leiter der Osteuropa-Abteilung im Israelischen Außenministerium zurückberufen. Eshel wurde 1958 Botschafter in Uruguay, 1960 stellvertretender Leiter der israelischen UN-Delegation und 1962 Generalkonsul in New York City und ging dann erneut zurück. 1967 wurde er Botschafter in Kanada. Er starb im Amt.
Eshel war mit der israelischen Politikerin Tamar Eshel (1920–2022) verheiratet. Sie hatten drei Kinder.